# Eduard Bötticher
Eduard Bötticher (* 29. Dezember 1899 in Lauterbach (Hessen); † 31. März 1989 in Heidelberg) war ein deutscher Rechtswissenschaftler.

## Leben
Böttichers gleichnamiger Vater war Obermedizinalrat und Ehrenmitglied des Corps Starkenburgia. Die Familie hatte dem Großherzogtum Hessen viele Verwaltungsjuristen, Pfarrer, Ärzte und Forstleute gestellt, darunter Carl Heyer (Forstwissenschaftler) und Carl Heyer (Forstmann).
Bötticher besuchte das Landgraf-Ludwigs-Gymnasium. Nach dem Abitur studierte er an der Hessischen Ludwigs-Universität Rechtswissenschaft. 1919 wurde er im Corps Starkenburgia aktiv. Mit einer Doktorarbeit bei Leo Rosenberg wurde er im Juli 1925 zum Dr. iur. promoviert. Im März 1929 habilitierte er sich für  Zivilprozessrecht, Bürgerliches Recht und  Arbeitsrecht. Am 1. April 1932 erhielt er das Extraordinariat, das er wider alle Gepflogenheiten schon als Assistent versehen hatte. Er trat 1933 der SA und zum 1. Mai 1937 der NSDAP bei (Mitgliedsnummer 4.033.210). In der Zeit des Nationalsozialismus folgte er am 1. Oktober 1934 dem Ruf der Ruprecht-Karls-Universität Heidelberg auf ihren Lehrstuhl. Als Dekan der wirtschaftswissenschaftlichen Fakultät hatte er die  Handelshochschule Mannheim in die Heidelberger Universität zu überführen. Am 1. September 1940 wechselte er an die Universität Hamburg. Er rettete nach der Operation Gomorrha eigenhändig die juristische Bibliothek und verhinderte die Verlagerung der Fakultät. 1953/54 gehörte er als  Rektor zu den Mitbegründern der evangelisch-theologischen Fakultät. Er engagierte sich für die Rehabilitierung der (schlagenden) Studentenverbindungen. Von 1942 bis 1956  war er im Nebenamt Richter am  Hanseatischen Oberlandesgericht. Seit dem 26. März 1954 war er auch drei Jahre Richter am Verfassungsgericht Hamburg. 1969 emeritiert, zog er in ein Heidelberger Wohnstift der Augustinum-Gruppe. Auf den Hamburger Lehrstuhl folgte ihm Karl August Bettermann.
Aus der Ehe mit Elisabeth geb. Brehm hatte er die Kinder Ernst (* 1928), Ilse (* 1931) und Ursula (* 1936).

## Ehrungen
- Kriegsverdienstkreuz (1939) 2. Klasse[1]
- Dr. rer. pol. h. c. der Wirtschafts- und Sozialwissenschaftlichen Fakultät der Universität Hamburg (1964)